# Cornwall (Isla del Príncipe Eduardo)
Cornwall es un pueblo canadiense situado en la provincia de Isla del Príncipe Eduardo.

## Superficie
Cornwall tiene una superficie de 28,21 km².

## Demografía
En 2021, tenía 6574 habitantes, una densidad poblacional de 233 hab./km², y 2770 viviendas.